# Single Wire System
SWS staat voor: Single Wire System.
Dit is een systeem van sommige BMW-motorfietsen waarbij meerdere elektrische signalen door één draad gaan en waarbij verschillende systemen hun eigen signalen uit deze draad oppikken. Hierdoor is een uitgebreide kabelboom niet meer nodig. Het werd geïntroduceerd op de BMW R 1200 GS (2004), maar het werd eerder gebruikt in (dure) auto’s. Ook wel Controller Area Network (CAN)-bussysteem genoemd. Elk gestuurd signaal wordt herkend aan een ID die meegestuurd wordt over de CAN-bus.